# Wilhelm Hasel
Wilhelm Hermann Paul Hasel (* 4. April 1865 in Spaichingen; † 12. März 1947 in Esslingen am Neckar) war ein württembergischer Verwaltungsjurist und Landtagsabgeordneter.

## Leben und Werk
Wilhelm Hasel, der Sohn des Ratschreibers und Verwaltungsaktuars Johann Julius Hasel, besuchte das Gymnasium in Stuttgart. Von 1883 bis 1887 studierte er Rechts- und Staatswissenschaften in Tübingen. 1887 und 1889 legte er die höheren Justizdienstprüfungen ab. Im Jahr 1890 leistete er ein einjähriges freiwilliges Militärdienstjahr ab. Seine berufliche Laufbahn begann Wilhelm Hasel 1892 als stellvertretender Amtmann und ab 1893 als Amtmann beim Oberamt Künzelsau und ab 1897 beim Oberamt Ulm. 1899 wurde er Kollegialhilfsarbeiter beim Vorstand der Versicherungsanstalt Württemberg. 1902 übernahm er als Oberamtmann die Leitung des Oberamts Geislingen. 1910 ging er als Regierungsrat zur Regierung des Donaukreises in Ulm und 1924 als Oberregierungsrat zur Ministerialabteilung für Bezirks- und Körperschaftsverwaltung. 1924 wurde er als Württembergischer Staatskommissar für die Gemeinde Schloßberg im Oberamt Neresheim eingesetzt. 1932 trat er in den Ruhestand.

## Politik
Von 1913 bis 1918 gehörte Wilhelm Hasel als Abgeordneter für den Wahlkreis Geislingen der zweiten Kammer des Württembergischen Landtags an. Er war Mitglied der Deutschen Partei.

## Auszeichnungen
- 1911 Olga-Orden
- 1914 Ritterkreuz 1. Klasse des Friedrichs-Ordens
- 1915 Schwerter zum Ritterkreuz des Friedrichs-Ordens